# イースト・フラットブッシュ
イースト・フラットブッシュ (East Flatbush) は、アメリカ合衆国ニューヨーク州ニューヨーク市ブルックリン区の地区の一つである。ブルックリン区の第17地域委員会（Community Board）に属している。
この地区のおおよその範囲は、明確な定義がある訳ではないが、北端はEmpire Boulevard、East New York Avenue、およびEast 91st Street、南端はロングアイランド鉄道ベイ・リッジ線、東端はEast 98th Street、そして西端はNew York Avenueとなっている。
主にジャマイカ系アメリカ人が多く住む町で、レゲエの音楽ショップが多い。

## 歴史
この地域は元々ラグビー（Rugby）と呼ばれていた。1920年頃に作られ、ネグロ人が住んでいた。

## 出身者
- バスタ・ライムス